# Juin 1894

## Événements
- 2 juin : le roi de Corée sollicite l’aide de la Chine pour lutter contre des opposants appartenant à la secte du Tonghak.

- 5 juin :
  - Des bâtiments chinois font route vers la Corée. En réaction, une flotte japonaise est dépêchée sur les lieux.
  - Fin tragique de l’expédition française Dutreuil de Rhins au Tibet. Dutreuil de Rhins est assassiné par des bandits[1].

- 7 juin : mort du sultan Hassan Ier du Maroc. Son fils aîné ayant été déshérité, le jeune Abd al-Azïz, âgé de 14 ans, lui succède sous la régence du grand vizir Ba-Ahmed (fin de règne en 1908). Ba-Ahmed poursuit la politique de balance entre les puissances européennes (fin de la régence en 1900).

- 22 juin : décret de création de la colonie du Dahomey.

- 25 juin, France : assassinat du Président de la République Sadi Carnot à Lyon par l'anarchiste Sante Geronimo Caserio. Ce meurtre entraîne des mesures de répression contre lesquelles la gauche s’élève (lois scélérates, qui restreignent la liberté de la presse).

- 26 juin : élection ontarienne : les libéraux de Oliver Mowat remportent les élections par une minorité.

- 27 juin : Jean Casimir-Perier est élu président de la République française.

## Naissances
- 4 juin : La Bolduc, auteur-compositrice-interprète, harmoniciste, violoneuse québécoise († 1941).
- 13 juin : Jacques Henri Lartigue, photographe français.
- 16 juin : Norman Kerry, acteur américain.
- 23 juin :
  - Édouard VIII, roi du Royaume-Uni.
  - Alfred Kinsey, scientifique américain.
- 24 juin : Mary Rose Anna Travers appelée La Bolduc, chanteuse populaire.

## Décès
- 18 juin : Hermann Baisch, peintre et aquafortiste allemand (° 12 juillet 1846).
- 22 juin : Alexandre-Antonin Taché, archevêque de Saint-Boniface.
- 24 juin : Sadi Carnot (assassiné), président de la République française.